# Sara Llorens Carreres
Sara Llorens Carreres  (Lobos, 5 de noviembre de 1881 - Perpiñán, 17 de abril de 1954) fue una maestra, escritora y folclorista española, considerada la primera en estudiar las tradiciones y las artes populares de Cataluña.

## Biografía
Nació en 1881 en Lobos (Argentina) a donde su familia había emigrado. En 1885 la familia Llorens volvió de Argentina a Pineda de Mar, de donde era originaria. Sara Llorens estudió Magisterio en la Escuela Normal de Barcelona y terminó la carrera en 1897. Amplió estudios en la Escuela de Institutrices y Otras Carreras para la Mujer, donde daría clases ella misma el curso 1903-04.
Se introdujo en el estudio del folclore de la mano de Rossend Serra i Pagès, que la inició en la investigación y la consideró siempre su discípula predilecta. La empujó a dar a conocer su labor dando conferencias y publicando artículos, consejo que ella siguió. Al morir su maestro, fue ella quien recibió el legado de sus manuscritos y correspondencia y cuidó de su ordenación y catalogación.
Participó en los Juegos Florales de Santa Coloma de Farners en 1904 donde obtuvo el primer premio de composición literaria por Maternal.
Se casó en 1908 en Trenque Luquén (Buenos Aires) con el político de la Unión Socialista de Cataluña Manuel Serra i Moret, que fue alcalde de Pineda y más tarde vicepresidente segundo del Parlamento de Cataluña y miembro del Gobierno de la Generalidad en el exilio, en 1946.
En 1938 Sara Llorens se exilió con su hermana a la hacienda familiar argentina hasta 1948, cuando se estableció con su marido en Perpiñán, donde murió el 17 de abril de 1954. Su marido publicó póstumamente el Llibre del cor (Libro del corazón), que ella había redactado en 1916.

## Publicaciones y legado
Fruto de sus estudios publicó el Cançoner de Pineda (Cancionero de Pineda) en 1931. Recoge 238 canciones y 210 tonadas. Tras el Cançoner, la publicación más considerable de Sara Llorens es el Rondallari de Pineda, una obra que no se publicó hasta el 2006, gracias a Ayuntamiento de Pineda, tras varios intentos fallidos a lo largo del siglo XX. En 2004 se publicó Epistolari (Epistolario) (1901-1954) editado por la Fundación Pere Coromines, y también el Álbum Sara Llorens con el Ayuntamiento de Pineda de Mar, primero de una serie de cuatro, a cargo del pinedense Joan Pujadas. Sara Llorens publicó también un Cançoner, en 1928, y colaboró con más de mil fichas en el Diccionario de Mn. Alcover. Pendientes de publicar se encuentran todavía dos terceras partes de su investigación. En ellas sigue trabajando la antropóloga de la Universidad de Barcelona Josefina Roma, la que hace referencia a las Llegendes (Leyendas) y al acopio de Costums i Creences (Costumbres y Creencias).
Su fondo personal se encuentra depositado en el CRAI Biblioteca del Pabellón de la República de la Universidad de Barcelona. Consta de correspondencia recibida o escrita por Sara Lloren además de otros escritos y recopilación de textos periodísticos.

## Reconocimientos
En 2009 se inauguró en Pineda de Mar un monolito en su memoria ubicado en la plaza que lleva su nombre.
En 2014 se celebró una exposición en la Biblioteca Manuel Serra y Moret que lleva por título Sara Llorens, pionera del folclore en Cataluña. En el antiguo edificio de esta Biblioteca, construida en 1922 por la Mancomunidad de Cataluña, se encuentra el Espacio Cultural "Sara Llorens".